# Karl-Heinz Vanheiden

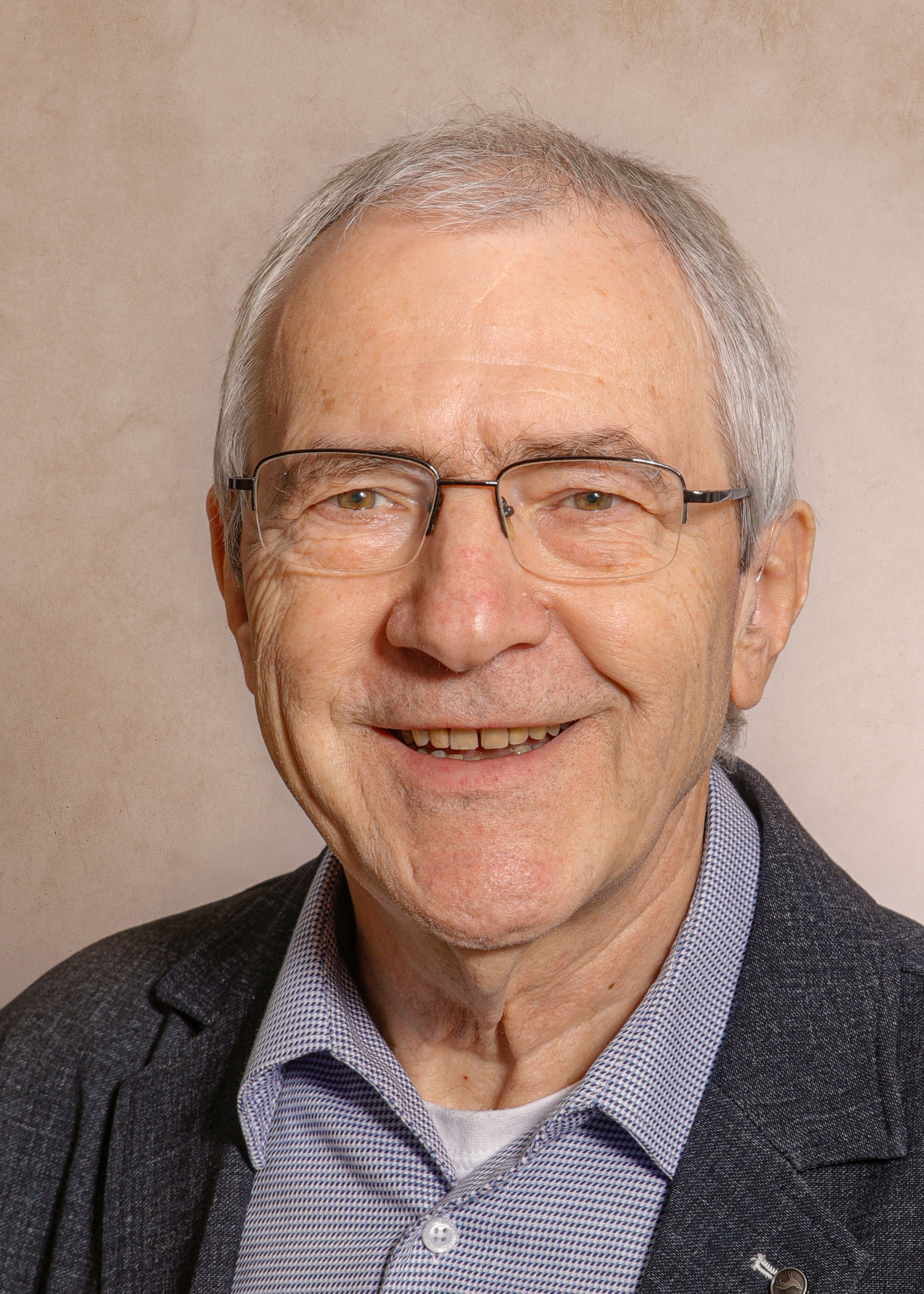
Karl-Heinz Vanheiden (2020)

Karl-Heinz Vanheiden (* 28. Februar 1948 in Jena) ist ein deutscher evangelikaler Autor, Prediger und Bibelübersetzer.

## Leben
Vanheiden wuchs in einer Familie auf, die sich der Brüderbewegung verbunden fühlte. Von 1968 bis 1971 studierte er in Halle (Saale) Physik, danach begann er eine hauptberufliche Tätigkeit in der Jugendarbeit der Brüdergemeinden der DDR. Von 1975 bis 2015 arbeitete er als Lehrer an der Bibelschule Burgstädt. 1985–1990 war er Mitglied im Leitungskreis der Arbeitsgemeinschaft „Glauben und Wissen“ in der DDR. Seit 1989 ist er Bibellehrer im Reisedienst und Mitglied im Ständigen Ausschuss des Bibelbundes, von 1994 bis 2013 war er Verlagsleiter des Bibelbund-Verlags, von 1998 bis 2013 Schriftleiter der Bibelbund-Zeitschrift Bibel und Gemeinde. Darüber hinaus hält er Vorträge in Zusammenarbeit mit der Studiengemeinschaft Wort und Wissen.
Sein größtes Projekt der letzten Jahre ist die Erstellung der Neuen evangelistischen Übersetzung (NeÜ bibel.heute), einer Übersetzung der Bibel ins heutige Deutsch, die seit 2010 als Print-Version auf dem Markt ist und kontinuierlich weiterentwickelt wird. Er möchte damit einen allgemeinverständlichen und fließend lesbaren Bibeltext in moderner deutscher Sprache bereitstellen, der dennoch nah am hebräischen und griechischen Grundtext ist. Verbesserungen fließen in jede neue Auflage der Print-Version und kontinuierlich in die von ihm angebotenen digitalen Versionen ein.
Vanheiden ist verheiratet, hat zwei erwachsene Kinder und lebt in Hammerbrücke (Vogtland).

## Veröffentlichungen (Auswahl)
- Glauben – keine Illusion. Evangelische Verlagsanstalt, Berlin 1985.
- Wenn Tiere reden könnten (mit Werner Gitt). CLV, Bielefeld 1990, ISBN 3-89397-133-5.
- Ich – an Gott glauben? Christliche Verlagsgesellschaft, Dillenburg 1996, ISBN 978-3-89436-065-8.
- Das neue Testament (NeÜ). Christliche Verlagsgesellschaft, Dillenburg 2003, ISBN 3-89436-390-8.
- Die authentische Botschaft des Christentums (NeÜ). jota-Publikationen, Hammerbrücke 2003, ISBN 3-935707-20-7.
- Neue Tiefenschärfe. Kleines Bibellesebuch in chronologischer Reihenfolge. Christliche Verlagsgesellschaft, Dillenburg 2010, ISBN 978-3-89436-818-0.
- Näher am Original? Der Streit um den richtigen Urtext der Bibel. R. Brockhaus, Wuppertal / Christliche Verlagsgesellschaft, Dillenburg 2007, ²2014, ISBN 978-3-41720-678-4.
- Bibel-Chronik. Die Bibel im historischen Kontext. Christliche Verlagsgesellschaft, Dillenburg 2021, ISBN 978-3-86353-775-3.
- NeÜ.bibel.heute. Neue evangelistische Übersetzung. Eine Übertragung der Bibel ins heutige Deutsch. Christliche Verlagsgesellschaft, Dillenburg 2010–2021.